# ویندوز فون ۸
ویندوز فون ۸ (به انگلیسی: Windows Phone 8) نسل دوم سیستم‌عامل مایکروسافت در زمینه موبایل پس از ویندوز فون ۷ است. ویندوز فون ۸ در ۲۹ اکتبر ۲۰۱۲ منتشر شد و همچون نسل قبلی خود از ویژگی رابط کاربری مدرن (به انگلیسی: Modern UI) (که پیش‌تر با نام مترو می‌شناختند) بهره می‌برد. این نسخه از سیستم‌عامل ویندوز فون با انتشار ویندوز فون ۸.۱ در ۲ آوریل ۲۰۱۴ ارتقاء یافت.